# Dům čp. 275 (Štramberk)
Dům čp. 275 stojí na ulici Dolní Bašta ve Štramberku v okrese Nový Jičín. Roubený dům byl postaven na konci 18. století. Byl zapsán do Ústředního seznamu kulturních památek ČR před rokem 1988 a je součástí městské památkové rezervace.

## Historie
Podle urbáře z roku 1558 bylo na náměstí postaveno původně 22 domů s dřevěným podloubím, kterým bylo přiznáno šenkovní právo, a sedm usedlých na předměstí. Uprostřed náměstí stál pivovar. V roce 1614 je uváděno 28 hospodářů, fara, kostel, škola a za hradbami 19 domů. Za panování jezuitů bylo v roce 1656 uváděno 53 domů. První zděný dům čp. 10 byl postaven na náměstí v roce 1799. V roce 1855 postihl Štramberk požár, při němž shořelo na 40 domů a dvě stodoly. V třicátých letech 19. století stálo nedaleko náměstí ještě dvanáct dřevěných domů.
Původní roubený dům čp. 275 byl postaven na konci 18. století, je postaven mezi ulicemi Horní a Dolní Bašta. Byl rekonstruován v roce 1953. Objekt patří mezi pohledové domy původní předměstské zástavby ve Štramberku.

## Stavební podoba
Dům je přízemní roubená stavba na obdélném půdorysu, orientován roubenou okapovou stranou souběžně s ulicí Dolní Bašta. Souběžná strana s ulicí Horní Bašta je zděná, v západním průčelí je vstup do domu. Dispozice je dvojdílná se síní, jizbou. Stavba je roubená z přitesaných kuláčů s přesahující vazbou v nárožích. Je postavena na kamenné podezdívce, která vyrovnává svahovou nerovnost. Jižní průčelí je dvouosé. Štíty jsou trojúhelníkové svisle bedněné s laťováním, se dvěma okny a podlomenicí v patě štítu. Střecha je sedlová, krytá šindelem.